# ट़
Cette page contient des caractères spéciaux ou non latins. S’ils s’affichent mal (▯, ?, etc.), consultez la page d’aide Unicode.
ट़, appelé t̤a, est une consonne de l’alphasyllabaire devanagari. Elle est formée d’un tta ‹ ट › et d’un point souscrit.

## Utilisation
Le t̤a ‹ ट़ › est utilisé en hindi dans la transcription de la lettre arabe ṭā ‹ ط › utilisée en ourdou

## Représentations informatiques
| formes | représentations | chaînes de caractères | points de code       | descriptions                                                                |
| ------ | --------------- | --------------------- | -------------------- | --------------------------------------------------------------------------- |
| pleine | ट़               | ट◌़                    | U+091F U+093C        | lettre devanagari tta, symbole devanagari noukta                            |
| morte  | ट़्               | ट◌़◌्                   | U+091F U+093C U+094D | lettre devanagari tta, symbole devanagari noukta, symbole devanagari virama |